# Champdani
Champdani är en stad längs Huglifloden i Indien, och är belägen i distriktet Hugli i delstaten Västbengalen. Staden, Champdani Municipality, ingår i Calcuttas storstadsområde och hade 111 251 invånare vid folkräkningen 2011.